# Khách sạn diệu kỳ
The Best Exotic Marigold Hotel là một bộ phim hài kịch năm 2011 của Anh do John Madden đạo diễn. Kịch bản, được viết bởi Ol Parker, dựa trên cuốn tiểu thuyết Những điều dại dột năm 2004 của Deborah Moggach, và có một dàn diễn viên gồm Judi Dench, Celia Imrie, Bill Nighy, Ronald Pickup, Maggie Smith, Tom Wilkinson và Penelope Wilton, như một nhóm những người hưu trí người Anh chuyển đến một khách sạn nghỉ hưu ở Ấn Độ, được điều hành bởi Sonny trẻ tuổi và háo hức, do Dev Patel thủ vai. Bộ phim được sản xuất bởi Participant Media và Blueprint Pictures với kinh phí 10 triệu đô la.
Nhà sản xuất Graham Broadbent và Peter Czernin lần đầu tiên nhìn thấy tiềm năng của một bộ phim trong tiểu thuyết của Deborah Moggach với ý tưởng khám phá cuộc sống của người già vượt xa những gì người ta mong đợi ở nhóm tuổi của họ. Với sự hỗ trợ của nhà biên kịch Ol Parker, họ đã đưa ra một kịch bản trong đó họ đưa các nhân vật lớn tuổi hoàn toàn ra khỏi yếu tố của họ và đưa họ vào một bộ phim hài lãng mạn.
Chụp ảnh chính bắt đầu vào ngày 10 tháng 10 năm 2010 tại Ấn Độ và hầu hết các cảnh quay đều diễn ra ở bang Rajasthan, Ấn Độ, bao gồm các thành phố Jaipur và Udaipur. Ravla Khempur, một khách sạn ban đầu là cung điện của một thủ lĩnh bộ lạc ở làng Khempur, được chọn làm địa điểm cho khách sạn trong phim.
Bộ phim được phát hành tại Vương quốc Anh vào ngày 24 tháng 2 năm 2012 và nhận được nhiều lời khen ngợi từ giới phê bình; Khách sạn hoa cúc đẹp nhất mở ra cho doanh nghiệp phòng vé mạnh mẽ ở Vương quốc Anh và tiếp tục xây dựng trên toàn thế giới. Nó trở thành một hit phòng vé bất ngờ sau khi phát hành quốc tế, cuối cùng thu về gần 137 triệu đô la trên toàn thế giới.
Nó được xếp hạng trong số các bản phát hành có doanh thu cao nhất năm 2012 tại Úc, New Zealand và Vương quốc Anh, và là một trong những bản phát hành đặc biệt có doanh thu cao nhất trong năm. Phần tiếp theo, Khách sạn kỳ lạ tốt nhất thứ hai, bắt đầu sản xuất tại Ấn Độ vào tháng 1 năm 2014, và được phát hành vào ngày 26 tháng 2 năm 2015.

## Nội dung
Một số người về hưu ở Anh quyết định chuyển đến Jaipur, Ấn Độ, để ở trong khách sạn kỳ lạ tốt nhất, được quảng cáo là một nhà nghỉ hưu kỳ lạ. Evelyn Greenslade, một bà nội trợ góa vợ, phải bán nhà để trả nợ cho chồng; Graham Dashwood, một thẩm phán của Tòa án tối cao sống ở Jaipur khi còn nhỏ, đột ngột nghỉ hưu để trở về đó; Jean và Douglas Ainslie, hy vọng sẽ có một quỹ hưu trí hợp lý, sau khi đầu tư vào kinh doanh internet của con gái họ; Muriel Donnelly, một quản gia cũ, quyết định phẫu thuật hông rẻ hơn ở Ấn Độ; Madge Hardcastle, sau nhiều cuộc hôn nhân không thành công, tìm kiếm sự lãng mạn mới ở nước ngoài; và Norman Cousins, một người già Lothario, cố gắng sống lại tuổi trẻ của mình.
Sau một hành trình đầy biến cố đến Jaipur, những người về hưu phát hiện ra khách sạn là một địa điểm đổ nát, được điều hành bởi người quản lý năng nổ nhưng thiếu năng lực, Sonny Kapoor. Mẹ của Sonny chuyển đến khách sạn với hy vọng thuyết phục con trai đầu tư vào một công việc an toàn hơn. Evelyn có một công việc tại một địa phương trung tâm cuộc gọi, nơi bạn gái của Sonny là Sunaina và anh trai Jay của cô làm việc. Graham đi bộ dài để tìm kiếm mặt đất quen thuộc. Trong khi Jean trốn trong khách sạn, bị choáng ngợp bởi những thay đổi văn hóa, Douglas khám phá thành phố. Muriel, lúc đầu bài ngoại với người Ấn Độ, đánh giá cao bác sĩ của cô và người giúp việc Anokhi. Madge tham gia Câu lạc bộ Viceroy, ngạc nhiên khi thấy Norman ở đó và giúp anh ta có mối quan hệ với một người phụ nữ tên Carol.
Graham tâm sự với Evelyn rằng anh ta là gay, quay trở lại Jaipur để tìm người yêu Ấn Độ đã mất từ lâu Manoj, người mà anh ta phải rời đi vì vụ bê bối. Cuối cùng, Evelyn và Douglas tìm thấy Manoj, người đã kết hôn hạnh phúc trong nhiều năm, nhưng rất vui mừng khi gặp lại Graham. Graham qua đời từ một tình trạng tim hiện có. Sau tang lễ của Graham, Evelyn tan vỡ, trong vòng tay Douglas, về cái chết của chồng. Jean, ngày càng bi quan và ghen tị, cáo buộc Douglas ngoại tình, chỉ để Douglas tố cáo cuộc hôn nhân của họ. Jean sau đó tiết lộ công việc kinh doanh của con gái họ đã được đền đáp, và họ có thể trở về nhà.
Sonny và Sunaina rơi ra một sự hiểu lầm khi Madge ngủ trong phòng ngủ của Sonny, càng trở nên tồi tệ hơn khi bà Kapoor từ chối Sunaina. Sonny trở nên chán nản và quyết định đóng cửa khách sạn. Evelyn khuyến khích Sonny bày tỏ tình yêu của mình với Sunaina. Cùng nhau, họ đua nhau đến khách sạn, thông báo cho bà Kapoor về ý định kết hôn, bất chấp sự chấp thuận của bà. Young Wasim, một nhân viên khách sạn, nhắc nhở bà Kapoor rằng cô và người chồng quá cố của mình cũng ở trong hoàn cảnh tương tự khi họ muốn kết hôn với gia đình của họ. Đã chuyển, bà Kapoor chúc phúc cho cuộc hôn nhân của Sonny.
Muriel, điều tra các tài khoản của khách sạn, thuyết phục một nhà đầu tư giữ cho khách sạn mở, nhưng cô sẽ đóng vai trò là phó giám đốc để giúp Sonny. Các cư dân đồng ý ở lại khách sạn, Carol chuyển đến sống cùng Norman. Jean, nhận ra cuộc hôn nhân của mình đã chết, khuyến khích Douglas quay trở lại ở trong khách sạn, trong khi cô trở về Anh. Sau một đêm lang thang, Douglas trở về khách sạn, niềm vui của Evelyn rất nhiều. Khách sạn phát triển mạnh nhờ sự hợp tác của Sonny và Muriel, với những cư dân ở lại để tận hưởng thời gian nghỉ hưu của họ, Evelyn bình luận với đạo đức, khăn Chúng tôi thức dậy vào buổi sáng, chúng tôi làm hết sức mình.

## Diễn viên
- Judi Dench với vai Evelyn Greenslade, một bà nội trợ gần đây góa vợ chuyển đến Ấn Độ sau khi trả hết nợ.
- Bill Nighy trong vai Douglas Ainslie, người chồng thoải mái của Jean.
- Penelope Wilton trong vai Jean Ainslie, người vợ bi quan của Douglas.
- Maggie Smith trong vai Muriel Donnelly, một quản gia cũ, người chuyển đến Ấn Độ để phẫu thuật hông nhanh hơn, rẻ hơn.
- Tom Wilkinson với tư cách là Ngài Graham Dashwood, một thẩm phán Tòa án tối cao.
- Ronald Pickup với tư cách là Norman Cousins, một người già lothario.
- Celia Imrie trong vai Madge Hardcastle, một người phụ nữ đang tìm một người chồng giàu có để kết hôn.
- Dev Patel trong vai Sonny Kapoor, quản lý khách sạn.
- Tina Desai với tư cách là Sunaina, nhân viên tổng đài và bạn gái của Sonny.
- Sid Makkar với tư cách là Jay, anh trai của Sunaina và quản lý một trung tâm cuộc gọi.
- Lillete Dubey trong vai bà Kapoor, mẹ góa của Sonny.
- Diana Hardcastle trong vai Carol, một phụ nữ Anh-Ấn Độ và cư dân trọn đời của Jaipur.
- Seema Azmi trong vai Anokhi, một người giúp việc Dalit tại khách sạn trông nom Muriel.
- Paul Bhattacharjee với tư cách là bác sĩ Ghujarapartidar, một trong những bác sĩ của Muriel.
- Liza Tarbuck là y tá trưởng Karen.
- Denzil Smith với tư cách là ông Dhurana, Thư ký Câu lạc bộ Viceroy
- Honey Chhaya trong vai Young Wasim, một nhân viên khách sạn.
- Bhuvnesh Shetty là nhà vật lý trị liệu của Muriel.

## Nhạc phim

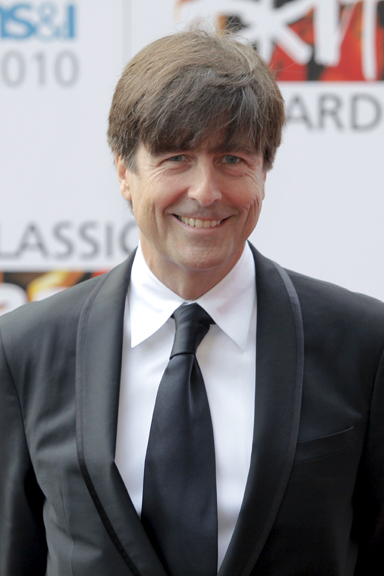
Nhạc phim được sáng tác bởi Thomas Newman.

Nhạc phim, được sáng tác bởi Thomas Newman, đã được phát hành ở định dạng CD vào năm 2012.
| STT              | Nhan đề                          | Performer(s)     | Thời lượng |
| ---------------- | -------------------------------- | ---------------- | ---------- |
| 1.               | "Long Old Life"                  | Instrumental     | 3:32       |
| 2.               | "This Is the Day"                | Instrumental     | 0:47       |
| 3.               | "The Chimes at Midnight"         | Instrumental     | 2:38       |
| 4.               | "Road to Jaipur"                 | Instrumental     | 1:29       |
| 5.               | "Night Bus"                      | Instrumental     | 1:15       |
| 6.               | "Tuk Tuks"                       | Instrumental     | 1:41       |
| 7.               | "The Best Exotic Marigold Hotel" | Instrumental     | 2:35       |
| 8.               | "Assault on the Senses"          | Instrumental     | 2:58       |
| 9.               | "Anokhi"                         | Instrumental     | 1:10       |
| 10.              | "Cricket Spell"                  | Instrumental     | 3:46       |
| 11.              | "More Than Nothing"              | Instrumental     | 2:22       |
| 12.              | "Day 22"                         | Instrumental     | 1:41       |
| 13.              | "Mrs. Ainsley"                   | Instrumental     | 1:43       |
| 14.              | "Do Your Worst"                  | Instrumental     | 1:48       |
| 15.              | "Udaipur"                        | Instrumental     | 4:10       |
| 16.              | "Turning Left"                   | Instrumental     | 2:00       |
| 17.              | "Not Yet the End"                | Instrumental     | 0:50       |
| 18.              | "Progress"                       | Instrumental     | 2:42       |
| 19.              | "Young Wasim"                    | Instrumental     | 2:46       |
| 20.              | "What Happens Instead"           | Instrumental     | 0:57       |
| 21.              | "A Bit of Afters"                | Instrumental     | 3:52       |
| Tổng thời lượng: | Tổng thời lượng:                 | Tổng thời lượng: | 46:42      |